# Cristina Polonio Rincón
Cristina Polonio Rincón (Sevilla, 20 de juliol de 1998) és una jugadora d'handbol valenciana, d'origen andalús.
Pivot, es forma en les categories de formació del Balonmano Mar Sagunto i, després de la seva desaparició, al Club Balonmano Morvedre. En categoria júnior, competí amb el primer equip a la Divisió d'Honor Plata. Fou cedida temporalment al Club Handbol Canyamelar el maig de 2017, amb el qual debutà a la Primera Divisió estatal amb dinou anys. De tornada al club saguntí, guanyà la Divisió d'Honor Plata de forma imbatida i aconseguí l'ascens a la Primera Divisió. També jugà a l'Helvetia Alcobendas (2019-20) i tornà a competir amb el Balonmano Morvedre (2020-21). El juny de 2021 fitxà pel Super Amara Bera Bera. amb el qual guanyà una Lliga (2021-22), una Copa de la Reina (2023), una Supercopa d'Espanya (2022-23) i disputà la Lliga de Campions de l'EHF. L'abril de 2023 fitxà pel KH-7 Granollers, amb el qual ha guanyat una Supercopa de Catalunya (2023).
Internacional amb la selecció espanyola en categories inferiors, ha competit al Campionat del Món júnior (2018) i d'Europa (2017)

## Palmarès
- 1 Lliga espanyola d'handbol femenina (2021-22)
- 1 Copa espanyola d'handbol femenina (2023)
- 1 Supercopa d'Espanya d'handbol femenina (2022-23)
- 1 Supercopa de Catalunya d'handbol femenina (2023-24)